# Kylie Masse
Kylie Masse (født 18. januar 1996) er en canadisk svømmer.
Hun repræsenterede Canada under sommer-OL 2016 i Rio de Janeiro, hvor hun vandt bronze i 100 meter ryg.